# Kleiner Markt (Kleve)
Der Kleine Markt ist einer der Plätze in der Klever Innenstadt, nördlich der Stiftskirche St. Mariä Himmelfahrt gelegen. Er hat einen dreiecksförmigen Grundriss, wo am nördlichen Ende die Kirchstraße, westlich die Propsteistraße und östlich die Nassauerstraße und die Goldstraße einmünden. Der Platz hat ein Gefälle zur Kirchstraße hin und er grenzt südlich an den höher zur Stiftskirche hin vorgelagerten Vorplatz.
Auf diesem höher liegenden Vorplatz vor der Stiftskirche befindet sich die Skulptur des „Toten Kriegers“ von Ewald Mataré.
Auf dem Kleinen Markt wurde 1881 das Lohengrin-Denkmal errichtet und 1908/9 zum Kaiser-Wilhelm-Platz versetzt, weil es Platz für das Hohenzollerndenkmal mit Reiterstandbild des Großen Kurfürsten machen musste.
1909 enthüllte Kaiser Wilhelm II. dieses Denkmal. Nun steht es an der Schlossstraße, im Einfahrtsbereich zur Schwanenburg auf dem Dr.-Heinz-Will-Platz.
An der Ostseite des Marktes stand ein bis zur Kriegszerstörung in Backstein errichtetes Doppelgiebelhaus mit den typischen Stufengiebeln.
Auf dem historischen Versammlungsplatz der Klever Gecken-Gesellschaft erinnert der Brunnen mit seinen sieben bronzenen, wasserspeienden Köpfen an den einstigen „Kopf“ der Gesellschaft, bestehend aus einem König und sechs Ratsleuten von Anette Mürdter geschaffen.
1981 wurde die Skulptur des „Toten Kriegers“ von Ewald Mataré auf dem benachbarten Vorplatz vor der Propsteikirche aufgestellt. Sie wurde 1934 für ein Ehrenmal geschaffen, für die gefallenen Klever des Ersten Weltkrieges gewidmet war. Nachdem Mataré 1937 offiziell zum entarteten Künstler erklärt worden war, wurde die Figur 1938 in einer Nacht- und Nebelaktion zerschlagen. Teile der beim Abbau beschädigten Figur wurden 1977 wiederaufgefunden. Restauriert wurde sie durch Elmar Hillebrand, einen Schüler Matarés.

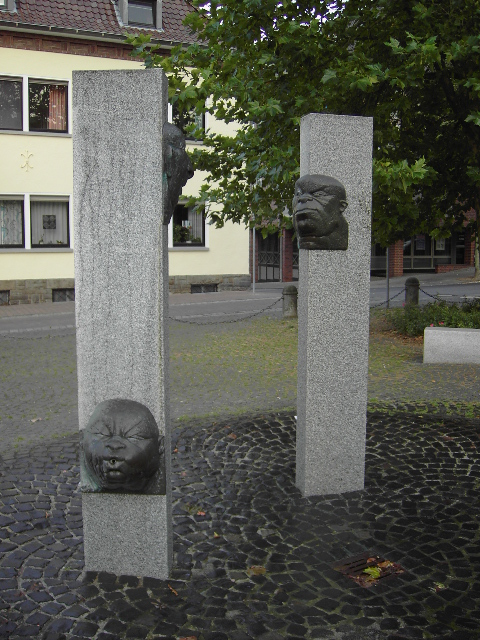
Narrenbrunnen von Anette Mürdter
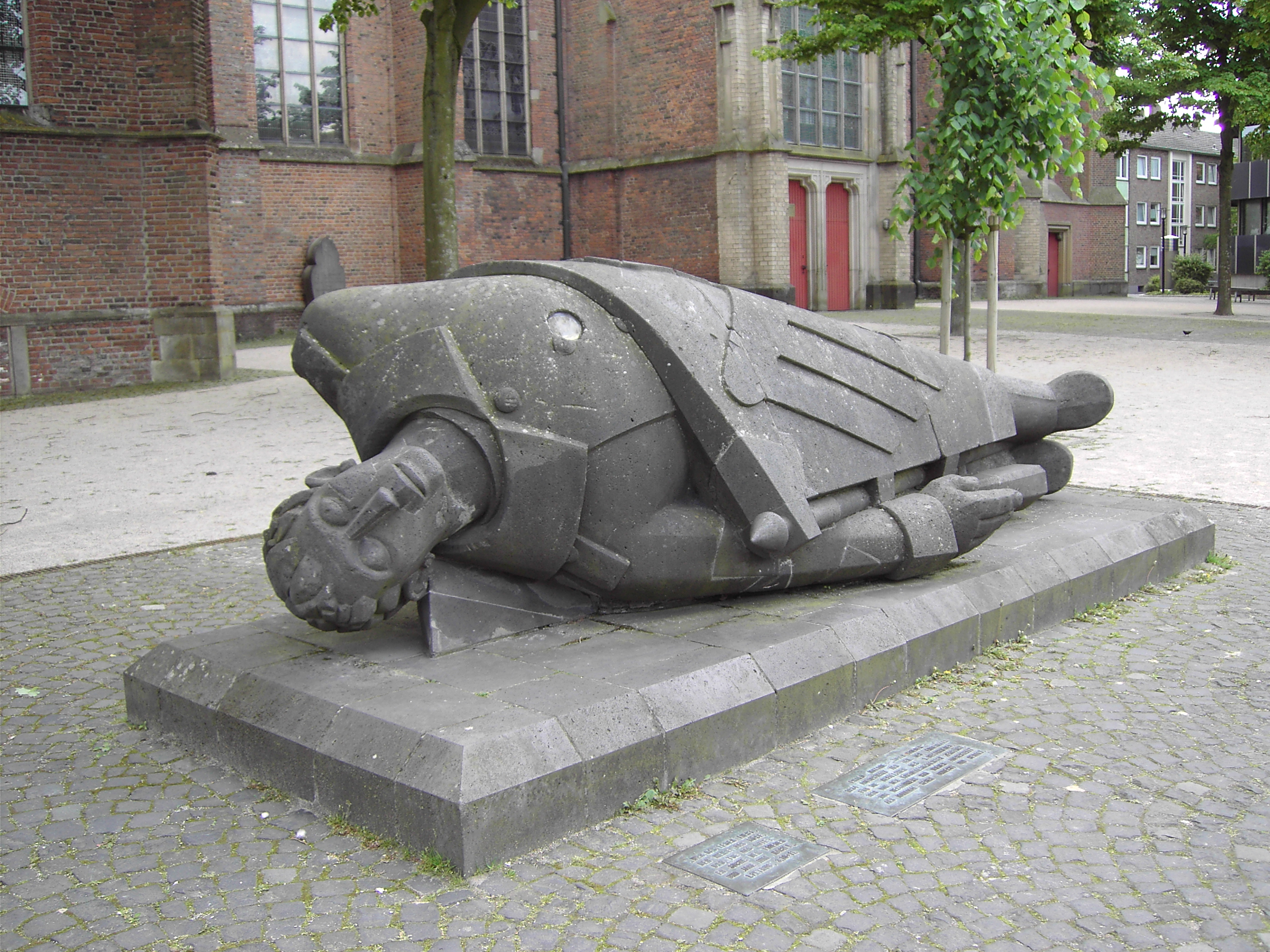
Toter Krieger von Ewald Mataré
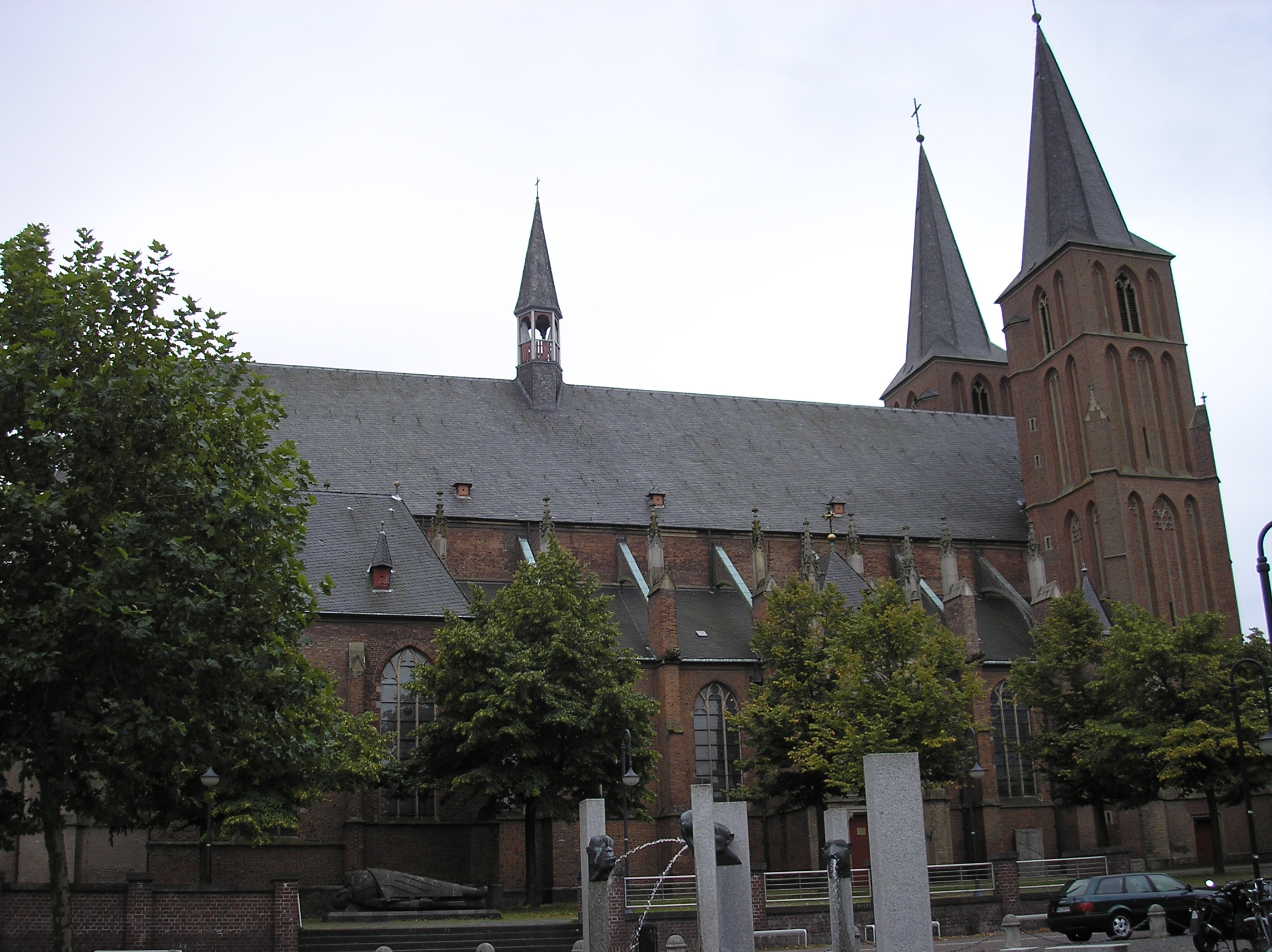
Blick vom Kleinen Markt auf die Stiftskirche
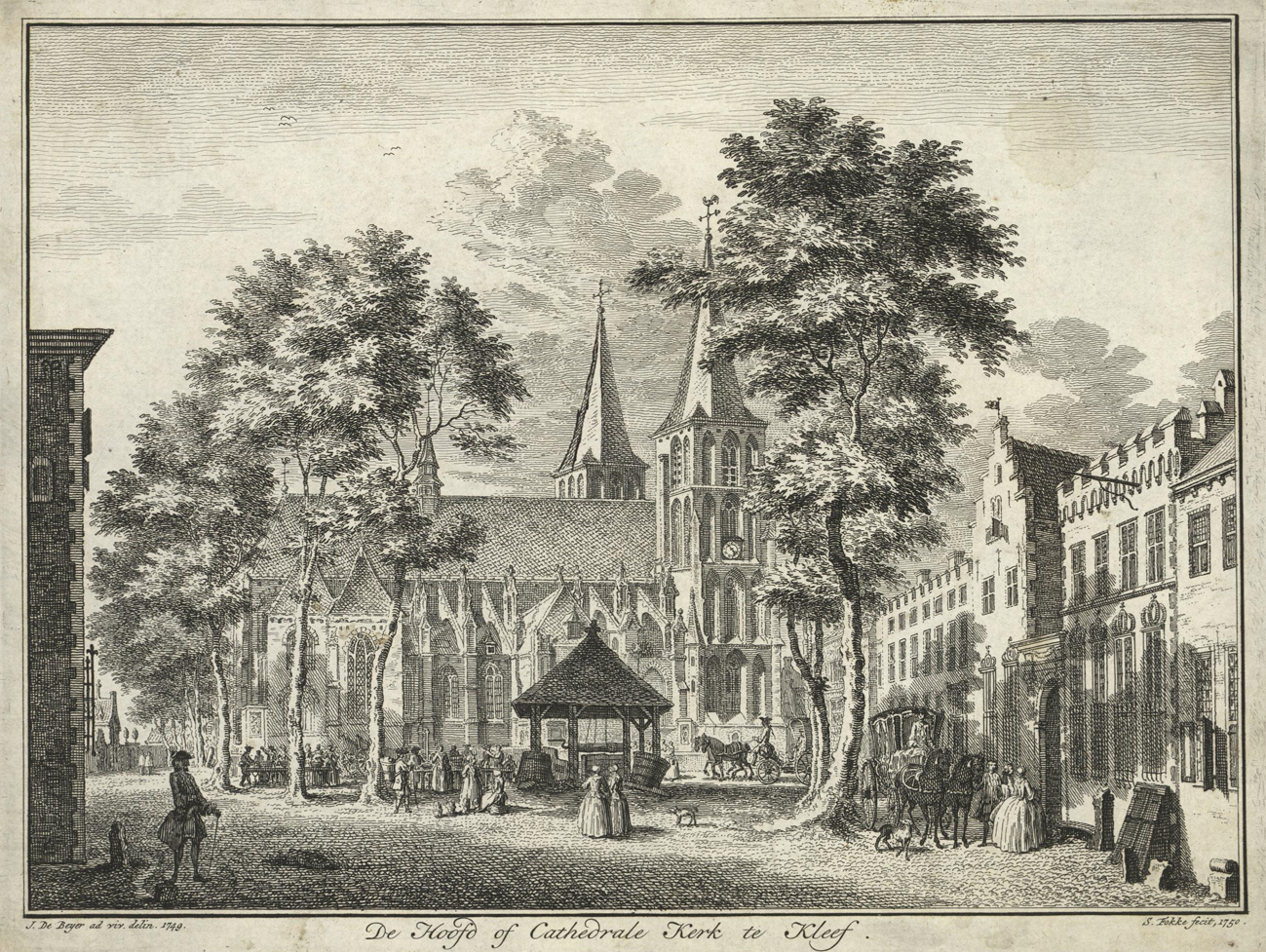
Kleiner Markt mit Stiftskirche, nach Entwurf von Jan de Beijer, Druck von  Simon Fokke, um 1748